# Hombruch
Hombruch, Dortmund-Hombruch – dzielnica miasta Dortmund w Niemczech, w kraju związkowym Nadrenia Północna-Westfalia, w okręgu administracyjnym Hombruch.